# Діафрагма (метрологія)

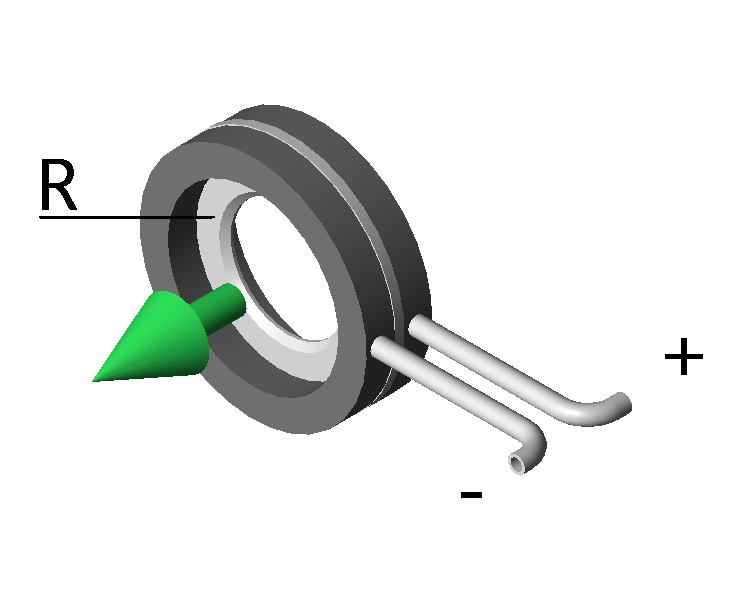
Діафрагма.

Діафрагма — звужувальний пристрій, який складається з круглого диска з отвором та засобів передавання створюваного на ньому перепаду тиску. Використовується для вимірювання витрати газу, рідини або пари у газопроводах і водопроводах. Конструктивні характеристики та умови застосовування стандартної діафрагми унормовано відповідними нормативними документами.

## Виноски
1. ↑   ДСТУ 4313:2004 Газ природний горючий. Вимірювання витрати. Терміни та визначання понять / розроб. М. Гінзбург та ін.. — Офіц. вид. — Чинний від 01.07.2005. — К. : Держспоживстандарт України, 2005. — ІІІ, 38 с. — (Національний стандарт України). — С. 11.